# Angers Basket Club 49
L'Angers Basket Club 49 è stata una società cestistica avente sede ad Angers, in Francia. Fondata nel 1982, ha giocato nel campionato francese. Nel 2017 si è fusa con l'Étoile d'Or Saint Léonard Angers fondando l'Étoile Angers Basket.